# Processo di pace in Irlanda del Nord
Il processo di pace in Irlanda del Nord denota le iniziative che hanno consentito l'accordo del Venerdì Santo del 1998 che ha posto fine al conflitto nordirlandese.
A partire dal 1994 sono avvenuti una serie di colloqui tra il leader John Hume dell'SDLP e Gerry Adams del Sinn Féin, due dei principali partiti del nazionalismo nordirlandese. Lo scopo di questi colloqui era raggiungere la fine del conflitto. Naturalmente, questi colloqui sono iniziati alla fine degli anni '80 con il sostegno del governo della Repubblica d'Irlanda e la mediazione del sacerdote cattolico Alec Reid.
Nel novembre 1994 è stato riferito che c'erano già stati contatti tra il governo britannico e la Provisional IRA, sebbene il governo britannico avesse a lungo negato questa informazione.
L'accordo del Venerdì Santo è stato firmato nel 1998, con i governi britannico e irlandese e la maggioranza dei partiti politici dell'Irlanda del Nord che hanno approvato l'accordo. In Irlanda del Nord e nella Repubblica d'Irlanda è stato confermato dagli irlandesi tramite referendum.